# Teremtés (Hősök)
A Teremtés a Hősök című amerikai televíziós sorozat első része.

## Cselekmény
|  | Alább a cselekmény részletei következnek! |

A történet Mohinder Suresh bevezetőjével kezdődik. Eközben Peter Petrelli egy épület tetején áll, leveti magát és zuhan, mikor hirtelen felébred Charles Deveaux-nek, egy ápoltjának otthonában.
Az indiai Madrasban Mohinder Suresh, egyetemi professzor előadást tart osztályának. Megtudja, hogy apját, Chandra Suresht New Yorkban meggyilkolták, és arra gyanakszik, hogy apjának genetikai kutatásai miatt kellett meghalnia. Mohinder felkeresi apja lakását, hogy átnézze annak feljegyzéseit, de mikor odaér, észreveszi valaki más is kutat a lakásban, és éppen csak hogy ki tud szökni, mielőtt észreveszik.
A nevadai Las Vegasban Niki Sanders, miután befejezte erotikus műsorát a webkamera előtt, fiával Micahval szökni kényszerülnek a lakásukból.
A texasi Odessában Claire Bennet leugrik egy 24 méter magasból, amit osztálytársa, Zach kamerával rögzít. Claire feláll az esés után, és visszaigazítja kiugrott jobb vállát. A kamerába néz, és azt mondja, ez volt a hatodik kísérlete.
New Yorkban Peter ismét átéli a furcsa álmát arról, hogy repül. Felkeresi bátyját Nathant, aki éppen Mr. Lindermannal beszél telefonon. Nathan politikus, aki a kongresszusi választásokra készül, és igen szkeptikusan tekint öccse elképzelésére, hogy az tud repülni. Beszélgetésüket megszakítja a hír, hogy anyjuk, Angela Petrellit letartóztatták bolti lopásért.
Tokióban Hiro Nakamura erősen koncentrál és felfedezi, hogy képes manipulálni az időt, egy másodperccel visszaforgatta az időt. Elmondja munkatársának, Ando Masahashinak, hogy sikerült „megszakítania a tér-idő kontinuumot” aki nem hisz neki és inkább tovább böngészi Niki Sanders webkamerás oldalát.
Las Vegasban, miután Micaht kirúgják a magániskolából, mivel Niki nem tudta fizetni a tandíjat, Niki rátámad az igazgatóra majd elrohan fiával. Távozás közben belenéz egy akváriumba, ahonnan a visszatükröződő arcképén egy teljesen más arckifejezés látható. Niki ráordít a tükörképre, hogy hagyja békén.
A rendőrkapitányságon Peter és Nathan beszélnek anyjukkal. Az asszony nemrég özvegyült meg, és most zoknilopás miatt tartóztatták le. Nathan sokkal inkább azzal van elfoglalva, hogy ennek milyen hatása lehet politikai karrierjére, mint anyjával.
Niki a fiát egy barátnőjéhez, Tinához viszi, ahol elmeséli barátnőjének, hogy pénzzel tartozik a maffiának és hogy Mr. Linderman emberei már majdnem elkapták őket a lakásukon. Azt is elmondja, hogy úgy érzi valaki figyeli, akit nem lát de ott van.
Hazafelé tartva Claire észreveszi, hogy közelükben vonatszerencsétlenség történt. Azt mondja Zachnek, hogy indítsa be a kamerát, és berohan a lángoló vagonok közé. Észrevesz egy férfit, akit kivisz kivisz a tűzből. Mire a tűzoltók odaérnek, a megmentett lányon már egyetlen égésnyom sem látható. Claire elrohan, amíg a tűzoltók megpróbálják újraéleszteni a megmentett férfit.
New Yorkban, Brooklynban Mohinder taxisofőri állást vállal, és kiveszi megboldogult apja egykori lakását.
Egy festő, Isaac Mendez hisztérikusan viselkedik a lakásában, és tönkreteszi festményeit. Mikor barátnője, Simone Deveaux megérkezik, próbálja megnyugtatni a férfit. Isaac bevallja, hogy megint „be volt tépve,” mikor a festményeket készítette, és hogy azok gonoszak. Mutat egy képet Simonenak, amit három héttel ezelőtt készített, amelyen egy lángoló busz látható, majd a reggeli újságot, amelyben egy teljesen azonos fotó van egy izraeli öngyilkos merényletről. Isaac egyből le a akar állni a kábítószerről elvonó nélkül, és kidobja Simonet a lakásából. Miután a nő távozott, Isaac a tévéhíradóban egy vonatszerencsétlenséget lát (azt, amiben Claire kimentett egy embert), a tévé mellett pedig ott egy festményt, ami ugyanezt a balesetet ábrázolja.
Peter beszél bátyjával, hogy anyjuknak csak egy figyelemre lenne szüksége, de Nathan csak a választási kampányával van elfoglalva. Nathan témát vált, és felajánl öccsének egy állást a kampányában. Peter felháborodik, hogy bátyja egyedül csak magával törődik, és elmegy. Beül egy taxiba, amit éppen Mohinder vezet és beszélgetni kezdenek a közelgő napfogyatkozásról. Peter megkérdezi Mohindert, hogy érezte-e már úgy magát, hogy valami „különlegeset” érez. Mohinder nem érti igazán, Peter mire gondol, de végül a genetikáról, az evolúcióról és a természetes kiválasztódásról kezd beszélni neki.
A következő jelenetben az eddig megismert főbb szereplők mind a napfogyatkozást nézik. Niki a lakásában észreveszi, hogy nincs egyedül. Megpróbál elmenekülni, de a két férfi elkapja és leüti
Japánban Hironak és Andonak letelt a munkaideje. Hiro továbbra is áradozik barátjának újonnan felfedezett képességeiről, de az csak viccelődik rajta. Hiro azt mondja, hamarosan képes lesz teleportálni a tér meghajlításával, Andot ez nem igazán nyűgözi le, és azt javasolja, igyanak valamit. Egy karaoke bárban Hiro elmondja elméletét az idő mibenlétéről, és egy képregény-történetre hivatkozik, amely az Uncanny X-Men 143. részében olvasható „A jövendő múlt napjai”. Ando szarkasztikusan arra biztatja Hirot, bizonyítsa be képességeit és teleportálja be magát a női mosdóba, amíg ő hoz még egy sört. Ando feláll az asztaltól, Hiro pedig elfogadja a kihívást, és koncentrálni kezd.
Niki felébred a garázsában, ahová a két férfi korábban behurcolta és leütötte. A garázsban mindent vér borít, a két férfi pedig szinte széttépve, holtan hever a földön. Niki pánikba esik. Megpillantja magát egy összetört tükörben, amelyből tükörképe mosolyogva néz vissza rá, ujját a szája elé téve.
A taxiban Simone felhívja Petert (aki az ő haldokló apját ápolja), hogy siessen a lakására. Mohinder taxijába beszáll egy másik férfi, aki először csak az üzleti útjáról beszél, de lassan célzott kérdéseket kezd feltenni Mohindernak az apjáról. Mohinder megijed, kiugrik a taxiból és elrohan. A titokzatos férfi kiszáll a taxiból és kiderül, hogy ugyanaz az ember, aki Madrasban Mohinder apjának lakásán volt.
Claire elmondja anyjának, hogy „átment a tűzön, de nem égette meg magát”. Anyja azt hiszi, hogy lánya ezt valami metaforaként gondolta, és a beszélgetés abbamarad.
Hiro sikeresen teleportált a női mosdóba, mire kidobják a bárból, mint perverz kukkolót. Ando összeszólalkozik barátjával, hogy az miért akar mindenképpen különleges lenni. Hiro erre otthagyja.
Simone apjának lakásán Peter megpróbálja elmondani Simonénak, mit érez iránta. Simone kapkodva morfiumot keres, és azt mondja, hogy majd később megbeszélik, de Peternek most segítenie kell neki.
Claire elmondja anyjának, hogy szeretné megtudni, kik a valódi szülei. Apja éppen ekkor érkezik meg. Kiderül, hogy ő ugyanaz a férfi, aki beszállt Mohinder taxijába.
Japánban Hiro a metrón utazik, mikor meglát egy hirdetőplakátot New Yorkról. Koncentrálni kezd, mire a mögötte látható digitális órán a számok nagy gyorsasággal pörögni kezdenek. Hiro hirtelen a Times Square közepén találja magát. Az égnek emeli a karját és ezt üvölti: „Helló New York!”
Simone és Peter megérkeznek Isaac lakására, ahol Simone elmondja, hogy a barátja azt hiszi, képes megfesteni a jövőt. Isaac önkívületi állapotban fekszik a földön fekszik heroin túladagolás miatt. Simone a mentőket hívja, Peter pedig észrevesz egy festményt, amely őt ábrázolja, amint leugrik egy épület tetejéről. A padlón pedig egy hatalmas festmény látható a városról, amely lángokban áll, és gombafelhő tornyosul fölé. Isaac csak annyit tud mondani, hogy „ezt meg kell állítanunk”.
Másnap reggel Peter egy épület tetején áll. Várja, hogy bátyja megérkezzen. Mikor Nathan megjön, Peter ledobja a mobiltelefonját, amely Nathan mellett ér földet. Peter a végzetéről és sorsról beszél. Leveti magát az épület tetejéről, zuhanni kezd, de bátyja az utolsó pillanatban elkapja, és kiderül, hogy valójában ő az, aki képes repülni. Ahogy a levegőben forognak, Nathan elveszti a fogást Peteren, és az lezuhan.

## „Saját képére”
A „Saját képére” (eredeti címén: In His Own Image) a Hősök első részének, a Genezis első verziójának a címen. Ez az első verzió ugyan nem került adásba de a screener kiszivárgott az internetre, valamint egy kibővített változatát be is mutatták a ComicCon 2006-on San Diegóban.

### Eltérések
- A zene és a feliratokhoz használt betűtípus eltérő.
- Mohinder jelenete az osztályteremben rövidebb.
- Mielőtt Linderman verőemberei megérkeznek, Niki arra figyelmezteti Micaht, ne álljon szóba idegenekkel.
- Claire és Zach beszélgetése hosszabb, amiből kiderül, hogy gyerekkori barátok voltak de Claire hatodikos koruktól kezdve nem állt szóba Zachhel. A beszélgetésük végén elhajt mellettük egy tűzoltókocsi és egy másik titokzatos autó.
- Az irodában Ando chatel Nikivel Huggerz69 néven.
- Az épület tetején tornázó dolgozók jelenete két részből áll. Egyik a napfogyatkozáskor látható, egy másik pedig valamivel előtte.
- Isaac és Simone jelenete hosszabb. Az öngyilkos merényletet ábrázoló kép után Isaac még mutat egy másikat is Simonenak, amin Simone látható amint a bejárati ajtóban áll, éppen úgy mint alig egy perccel ezelőtt. Miután Simone elmegy Isaac egy csőhöz bilincseli magát, hogy ne tudjon a kábítószeréhez férni.
- Mikor Peter és Simone megérkeznek Isaac lakására, azt látják, hogy Isaac csuklóból levágta a kezét, hogy kiszabaduljon a bilincsből.

### Kivágott jelenetek
- Tina házában Micah felhívja a buszállomást, és arról kérdez, hogyan tud jegyet váltani. Tina azt mondja, kimegy és vesz egy doboz cigarettát, eközben Micah pénztárcáját figyeli. Később, mikor Niki magához tér a szobában, ahol megtalálja Linderman halott embereit, az üzenetrögzítőn Tina üzenete hallható, amelyben azt mondja, Micah eltűnt, és elvitt tőle 300 dollárt is.
- Abban a változatban, amit a ComicCon-on mutattak be, még egy különleges képességű szereplő is szerepelt. Ez a szereplő egy gépész volt aki valamilyen kapcsolatban állt egy terrorista sejttel ami után Matt Parkman nyomozott. A jelenetből kiderül, hogy ez a terrorista sejt volt a felelős az odesszai vonatbalesetért. A gépészt Omid Abtahi alakította. A gépész történetének egyes elemei átdolgozva Ted Sprague karakterére alkalmazták a későbbi részekben.

## Tények és érdekességek
- Hiro hivatkozása a képregényre nem egészen helytálló. „A jövendő múlt napjai” című történet az Uncanny X-Men 141. és 142. részében szerepelt. Hiro ezt blogján be is ismeri. Ez a képregény történet magyar fordításban az X-Men 29. és 30. részében jelent meg.
- Az NBC, a Nissan, az Apple és az NCM közös akciója keretében ez a rész ingyenesen letölthető volt az iTunes Store-ról 2006. szeptember elsején.
- Claire apja Mohinder taxijában arról beszél, hogy a Suresh név milyen gyakori lehet Indiában, éppen úgy mint a „Smith” és az „Anderson” az Egyesült Államokban. A Mátrix trilógiában főszereplő neve Thomas Anderson, míg a főgonosz neve Smith ügynök volt.
- Az interneten népszerűségre szert tett Back Dorm Boys paródia utánzása látható a karaoke bárban ahová Ando és Hiro betértek.
- A metró, amin Hiro utazott valójában a Los Angeles-i Red Line volt.
- A dal, amire Niki sztriptízt ad elő, Wilson Pickett „Mustang Sally”-je volt.
- Az epizódban a napfogyatkozás egy időben látható Japánban és az Amerikai Egyesült Államokban. Ez valójában lehetetlen.